# ریزجانوران

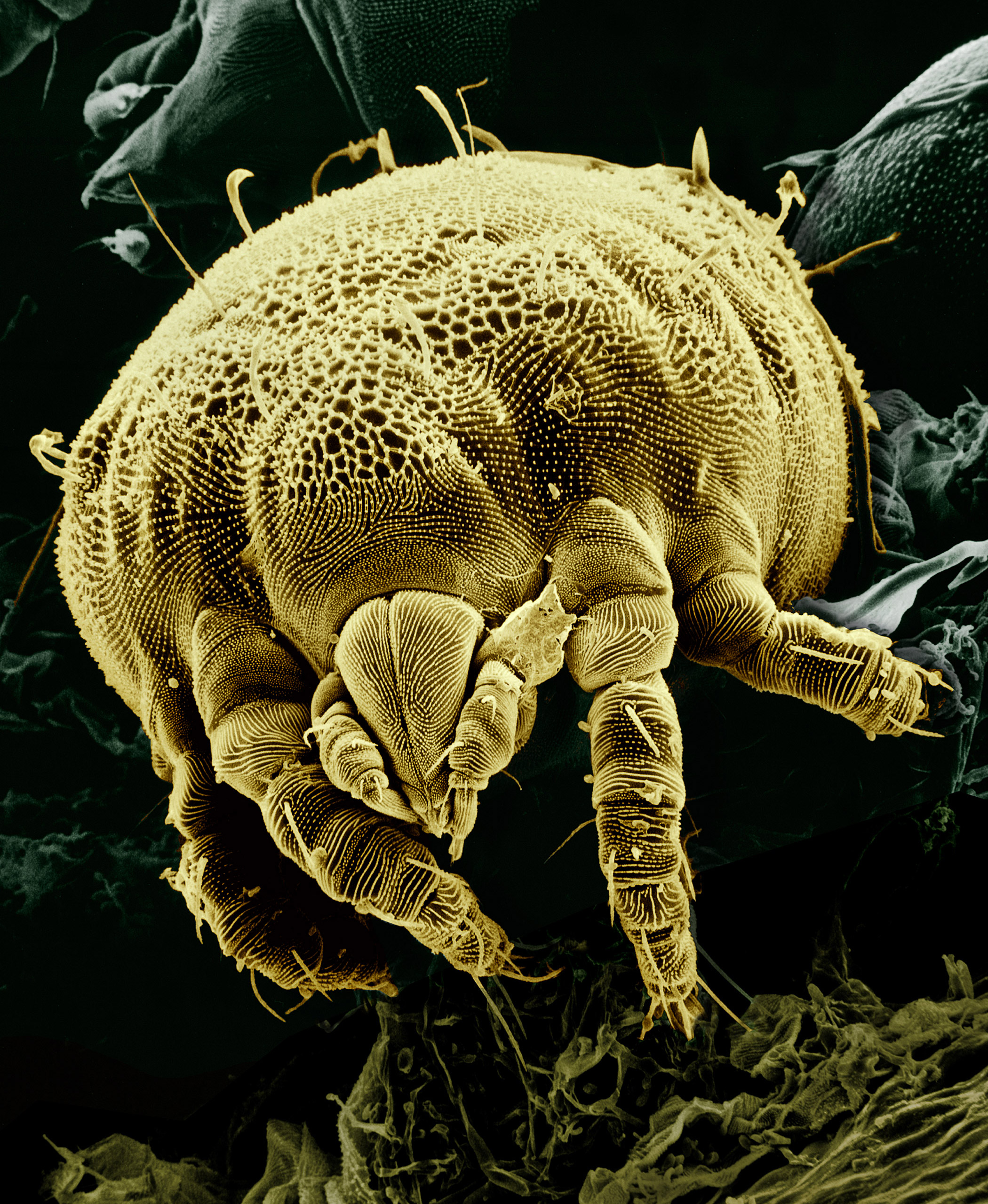
یک عنکبوتی میکروسکوپی Lorryia formosa

ریزجانوران (به انگلیسی: Micro-animals) جانورانی هستند که به اندازه‌ای کوچک هستند که فقط با میکروسکوپ قابل دیدن هستند. برخلاف بسیاری از میکروارگانیسم‌های دیگر که تک سلولی هستند، ریزجانورها مانند سایر جانوران چند سلولی هستند.
شاخه‌های قابل توجه عبارتند از:
- بندپایان میکروسکوپی، از جمله کنه‌های گردوغبار، کنه‌های تارعنکبوتی، و برخی سخت‌پوستان مانند پاروپایان و کلادوسرا.
- خرس‌های آبی
- چرخان‌تباران که تغذیه‌گران فیلترکننده هستند که معمولاً در آب شیرین یافت می‌شوند.
- برخی از گونه‌های کرم‌های لوله‌ای (نماتد)[۱]
- بسیاری از سپردارتباران، از جمله گونه‌های بی‌هوازی اخیراً کشف‌شده، که تمام زندگی خود را در یک محیط بدون اکسیژن می‌گذرانند.[۲][۳]